# Matagi
Matagi (ook Matangi) is een eiland in de Vanua Levugroep in Fiji. Het is een van de drie eilanden die ten oosten van Thurston Point liggen. Het hoefijzervormige eiland is 97 ha groot en is privébezit.

## Externe link

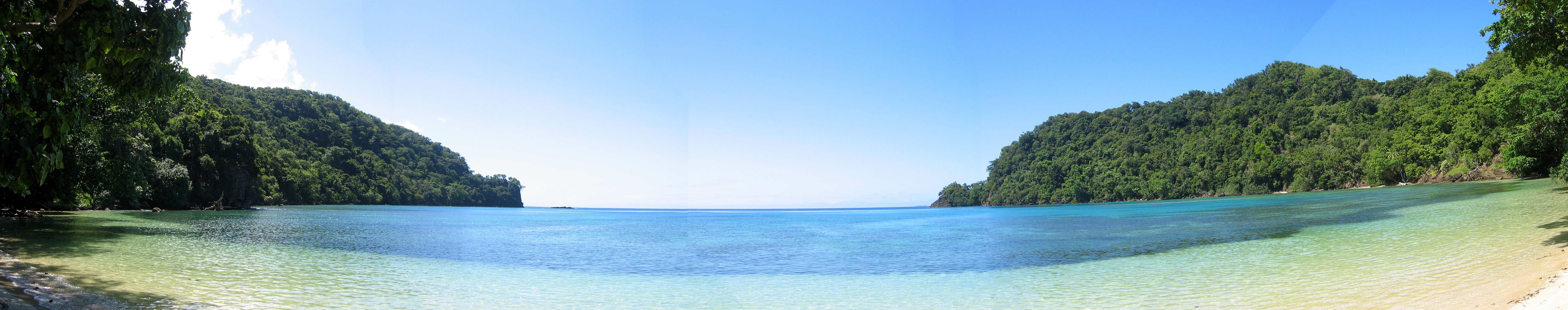
Horseshoe Bay